# 布赫尔
布赫尔（西班牙语）是西班牙巴利阿里群岛的一个市镇。总面积8平方公里，总人口950人（2001年），人口密度119人/平方公里。